# Rosa Lyon
Rosa Lyon (* 1979 in Graz) ist eine österreichische Journalistin und Fernsehmoderatorin.

## Leben
Die Tochter einer New Yorkerin ist in Graz geboren und wuchs zweisprachig auf. Neben diversen Tätigkeiten im Bereich Organisation und Marketing studierte sie zwischen 2000 und 2005 Wirtschaftswissenschaften an der Wirtschaftsuniversität Wien und arbeitete danach als Redakteurin und Regisseurin für Radiosendungen von Ö1. Sie befasst sich hauptsächlich mit der Aufbereitung wirtschafts- und gesellschaftspolitischer Zusammenhänge.
Von April 2016 bis Anfang 2023 war sie Nachrichtensprecherin der Zeit-im-Bild-Frühausgaben im Rahmen des ORF-Frühstücksfernsehens Guten Morgen Österreich sowie um 9 Uhr. Ab Jänner 2019 präsentierte sie auch die ZIB um 13 Uhr. Sie war auch Ersatzmoderatorin des Wirtschaftsmagazins ECO.
Seit 2024 berichtet sie aus dem nahen und mittleren Osten, z. B. aus Syrien, Pakistan u. a. Zum 1. Juli 2025 wurde sie Nachfolgerin von Katharina Wagner als Leiterin des ORF-Auslandsbüros Türkei und Iran  in Istanbul.
Rosa Lyon hat eine Tochter und lebt mit ihrer Familie in Istanbul.

## Publikationen
- 2025: Mehr als Geld: Warum Ungleichheit unsere Zukunft bedroht, Brandstätter Verlag, Wien 2025, ISBN 978-3-7106-0857-5.

## Auszeichnungen
- 2022: Prälat-Leopold-Ungar-JournalistInnenpreis – Anerkennungspreis in der Kategorie TV[6]